# Poslední smeč
Poslední smeč je halový nohejbalový turnaj trojic, který se pořádá od roku 1984 v pražské hale TJ Pankrác. Od roku 1992 je Poslední smeč turnajem mezinárodním a lze ho označit za nejstarší mezinárodní halový turnaj v nohejbale.
Turnaj je na rozdíl od jiných nohejbalových turnajů specifický tím, že je dvoudenní. První hrací den (v sobotu) se utkává v pěti základních skupinách dvacet trojkových formací, z nichž se dvě nejlepší kvalifikují do čtvrtfinálových skupin. Ty se odehrávají druhý hrací den (v neděli) a nesou jména významných historických členů nohejbalového oddílu TJ Pankrác – Milana Svobody (organizátor turnaje Poslední smeč a dlouholetý tajemník TJ, který se zasloužil o rozvoj nohejbalu v TJ Pankrác) a Antonína Srpa (hráč, rozhodčí, trenér). První dva celky z každé čtvrtfinálové skupiny se pak utkávají ve vyřazovacích soubojích.
V posledních letech probíhá v rámci tohoto turnaje zveřejnění výsledků ankety Nohejbalista roku ČR.
Poslední smeč je jedním z nejprestižnějších mezinárodních nohejbalových turnajů v ČR. Společně s Šacung Cupem a Austin Cupem jsou nazývány jako tzv. Svatá trojice mezinárodních nohejbalových turnajů v ČR.

## Přehled vítězů
| Ročník | Jméno družstva | Jména hráčů                                          |
| ------ | -------------- | ---------------------------------------------------- |
| 2010   | K. Vary "A"    | Jiří Dvořák, Michal Kokštejn, Jan Vanke              |
| 2011   | K. Vary "A"    | Jan Vanke, Michal Kokštejn, Jiří Dvořák, Jan Kubát   |
| 2012   | Modřice "A"    | Petr Topinka, Jakub Mrákava, Pavel Kop               |
| 2013   | Modřice "B"    | Martin Müller, Lukáš Rosenberk, Jakub Pospíšil       |
| 2014   | Karlovy Vary A | Michal Kokštejn, Jan Vanke, Matěj Medek, Karel Bláha |
| 2015   | Šacung         | Jiří Doubrava, Petr Stejskal, Václav Kadeřábek       |
| 2016   | Šacung "A"     | Jiří Doubrava, Václav Kadeřábek, Petr Stejskal       |
| 2017   | Modřice "A"    | Radek Pelikán, Lukáš Rosenberk, Jan Vanke            |
| 2018   | Modřice        | Jakub Pospíšil, Lukáš Rosenberk, Jakub Spousta       |
| 2019   | Modřice        | Jakub Pospíšil, Lukáš Rosenberk, Jakub Spousta       |